# 阿尔莫格拉
阿尔莫格拉，是西班牙卡斯蒂利亚-拉曼恰瓜达拉哈拉省的一个市镇。总面积119平方公里，总人口1146人（2001年），人口密度10人/平方公里。